# 指臼岳
指臼岳（日语：／）或巴蘭斯基火山（俄语：Вулкан Баранского）是位於千島群島擇捉島的火山，以蘇聯的經濟地理學家尼古拉·尼古拉耶维奇·巴兰斯基命名，海拔高度1,132米，岩壁由安山岩构成，最近一次火山噴發在1951年7月發生。